# BBNG2
BBNG2  é o segundo álbum da banda Canadense de jazz e hip hop instrumental BADBADNOTGOOD. Foi lançado para download gratuito em vários formatos. O álbum é uma mistura de composições originais e covers de canções dos artistas James Blake, Earl Sweatshirt e Kanye West.

## Lista de faixas
| N.º            | Título                                   | Duração |  |
| 1.             | "Earl" (feat. Leland Whitty)             | 3:46    |  |
| 2.             | "Vices"                                  | 4:40    |  |
| 3.             | "Rotten Decay"                           | 6:31    |  |
| 4.             | "Limit to Your Love"                     | 4:30    |  |
| 5.             | "Bastard/Lemonade"                       | 7:04    |  |
| 6.             | "CHSTR"                                  | 5:25    |  |
| 7.             | "UWM" (feat. Leland Whitty)              | 6:02    |  |
| 8.             | "DMZ"                                    | 5:12    |  |
| 9.             | "CMYK"                                   | 5:16    |  |
| 10.            | "Flashing Lights"                        | 7:16    |  |
| 11.            | "You Made Me Realise" (feat. Luan Phung) | 5:21    |  |
| Duração total: | Duração total:                           | 59:43   |  |

## Integrantes
Banda
- Matthew Tavares - teclado
- Chester Hansen - baixo elétrico, contrabaixo
- Alexander Sowinski - bateria, sampler
- Leland Whitty - saxofone (faixas 1 & 7)
- Luan Phung - guitarra elétrica (faixa 11)

Gravação
- Matthew Tavares - mixagem, masterização
- Matt MacNeil - engenheiro, mixagem, masterização
- Jack Clow - engenheiro

Artwork
- Connor Olthuis - fotografia, arte design
- Sam Zaret - arte design